# Стойна
Стойна (рум. Stoina) — село у повіті Горж в Румунії. Адміністративний центр комуни Стойна.
Село розташоване на відстані 197 км на захід від Бухареста, 48 км на південний схід від Тиргу-Жіу, 42 км на північ від Крайови.

## Населення
За даними перепису населення 2002 року у селі проживали 1111 осіб, з них 1109 осіб (99,8%) румунів. Усі жителі села рідною мовою назвали румунську.